# Kmotr 2
Kmotr 2 je videohra od Electronic Arts na motivy stejnojmenného filmu Francise Forda Coppoly. Hra vyšla v roce 2009 pro Xbox 360, PlayStation 3 a Microsoft Windows.

## Hra
Celou hru hrajete za muže jménem Dominik. Hned v první misi se ocitnete na Kubě kvůli novoroční oslavě a začátku sílení rodiny Corleone. Ale kvůli rezignaci prezidenta a útoku krvežíznivých revolucistů se situace vyhrotí natolik, že se budete muset prostřílet na letiště, kde zabijí vašeho šéfa Alda Trapaniho. O tři týdny později se stáváte donem, zakládáte vlastní rodinu a likvidujete najednou několik rodin (Carmine Rosata, Tonyho Rosata, Grenadose, Mangano, Almeida). Později se přesunete na Floridu a nakonec i na Kubu.
Hra se podobá prvnímu dílu, ve kterém musíte zvládnout různé kšefty.